# Pterolepis cataphracta
Pterolepis cataphracta là một loài thực vật có hoa trong họ Mua. Loài này được (Cham.) Triana miêu tả khoa học đầu tiên năm 1871.

## Hình ảnh

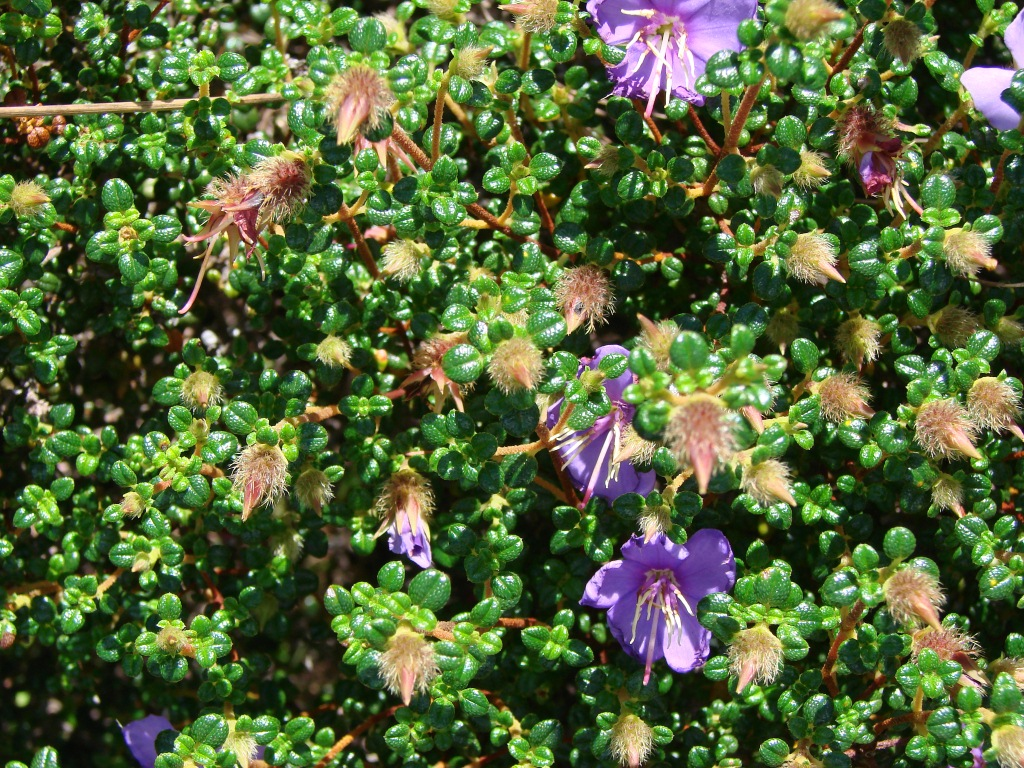
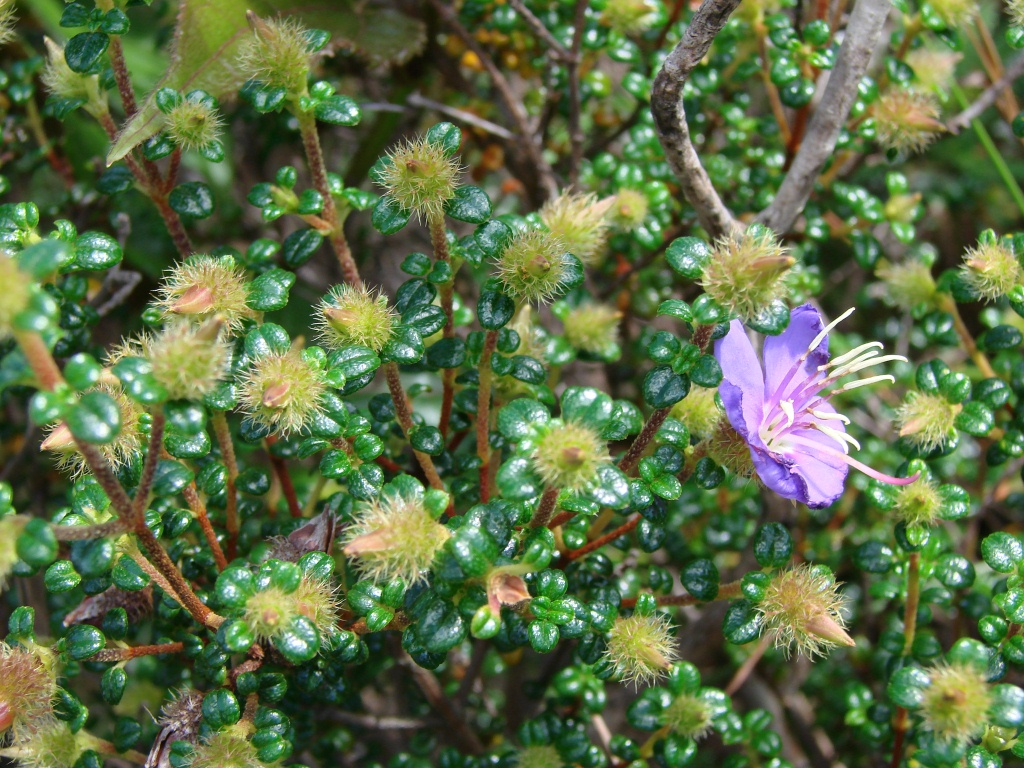